# 白羊座30Bb
白羊座30Bb（30 Arietis Bb 或 30 Ari Bb）是一顆距離地球約129光年的太陽系外行星，位於白羊座，母恆星是白羊座30B。該行星的質量下限接近10倍木星質量，但因為軌道傾角未知，無法得知它的真實質量。另外，它的軌道半長軸只比日地距離少0.005天文單位，但它的軌道離心率遠高於地球軌道。它的近拱點是0.708天文單位，比金星和太陽的距離稍近；遠拱點距離則是1.283天文單位，接近火星和太陽的距離。
該行星於2009年11月27日使用卡爾·史瓦西天文台阿爾弗雷德·詹希望遠鏡上的階梯光柵攝譜儀以徑向速度法發現。